# Pedinopa ochracea
Pedinopa ochracea är en stekelart som beskrevs av Henry Keith Townes, Jr. 1970. Pedinopa ochracea ingår i släktet Pedinopa och familjen brokparasitsteklar. Inga underarter finns listade i Catalogue of Life.